# Frank Towers
Frank Winchester Towers (* 13. Juni 1917 in Boston; † 4. Juli 2016 in Gainesville) war ein US-amerikanischer Offizier. Er wurde bekannt als einer der Befreier des Transports von Farsleben und war als Zeitzeuge in der Erinnerungs- und Gedenkarbeit an den Holocaust aktiv.

## Leben
Towers wurde als Kind von Everett und Jane Towers, geborene Winchester geboren. Als er 10 Jahre alt war verzog er mit seiner Familie nach St. Johnsbury in Vermont und arbeitete später als Versicherungsgutachter. 1940 trat er in die Nationalgarde Vermonts ein. Während seiner militärischen Ausbildung lernte er die aus Florida stammende Mary Olive Thomas kennen, die er am 1. März 1943 in Macon, Georgia heiratete.
Towers gehörte im Zweiten Weltkrieg dann der 30. US-Infanteriedivision an. Am 12. Juli 1944 landete er mit seiner Einheit in der Normandie am Omaha Beach. Mit seiner Einheit befreite er Saint-Jean-de-Daye, war an der alliierten Operation Cobra beteiligt und war dann bei Mortain eingesetzt, wo ein deutscher Gegenangriff abgewehrt wurde. Am 24./25. Juli 1944 überlebte er einen fehlgeleiteten verheerenden Angriff der United States Army Air Forces, bei dem mehr als 100 US-Soldaten ums Leben kamen oder verwundet wurden. Später nahm er an Kämpfen in Belgien, der Niederlande und Deutschland teil. Kurz vor Kriegsende, am 13. April 1945, befand er sich mit seiner Einheit, dem Regiment 743 der 30. Infanteriedivision, nördlich von Magdeburg und traf dort beim Dorf Farsleben überraschend auf einen Zug mit etwa 2500 jüdischen Gefangenen, darunter 700 Kinder, der zwischen Farsleben und dem benachbarten Zielitz gestoppt hatte. Der Zug war am 7. April aus Celle abgefahren und sollte jüdische Gefangene aus dem KZ Bergen-Belsen, auf das alliierte Streitkräfte vorrückten, in das KZ Theresienstadt bringen. Den SS-Wachmannschaften soll befohlen worden sein, wenn das Fahrtziel nicht erreichbar sei, den Zug zu zerstören und die Gefangenen in der Elbe zu ertränken. Bei Annäherung der Panzer des Regiments 743, die Informationen zum Zug erhalten hatten, liefen die Gefangenen auf die ersten Panzer zu und riefen, dass sie Juden seien. Der schlechte gesundheitliche Zustand der Gefangenen war für die US-Soldaten schockierend, etwa 20 Menschen waren bereits im Zug gestorben. Towers war Leutnant und Verbindungsoffizier der Division. Towers organisierte die Logistik der Rettung der Befreiten und beschaffte Krankenwagen, Jeeps und Lastwagen. Die Befreiten wurden aus dem Kampfgebiet nach Hillersleben evakuiert. Towers war in der Folge auch an der Befreiung eines Zwangsarbeiterlagers bei Magdeburg beteiligt.
Nach dem Krieg blieb Towers mit seiner ihm nachgefolgten Ehefrau in Deutschland. Er war für die US-Streitkräfte in Frankfurt am Main tätig. Drei seiner Kinder wurden dort geboren. Er wurde als Captain aus der Armee entlassen und siedelte sich in den 1950er Jahren mit seiner Familie in Florida an, wo sein viertes Kind in Gainesville geboren wurde. Beruflich war er als Büroleiter an der University of Florida beschäftigt, bis er 1979 in den Ruhestand trat.
In höherem Lebensalter engagierte er sich in der Erinnerungsarbeit und berichtete von seinen Erlebnissen vor Studenten, Pädagogen und Gemeindegruppen in den Vereinigten Staaten. Er besuchte auch Europa und gehörte zu den Gründern der Organisation Les Fleurs de la Mémoire, die sich um US-amerikanische Soldatengräber in Frankreich und Belgien kümmert. So hielt er sich anlässlich des 60. Jahrestags der Befreiung in Deutschland auf und trug sich am 18. April 2005 in das Goldene Buch der Stadt Magdeburg ein. Im Jahr 2011 wurde er nach Israel eingeladen, wo er 55 der 700 Kinder des Zuges wieder traf. Es gelang ihm später mehrere Hundert der Überlebenden des Zuges zu kontaktieren. Zum 70. Jahrestag fand 2015 ein Wiedersehen der Beteiligten statt. Towers war der letzte Lebende der Befreier.
Er war verheiratet und Vater von drei Töchtern und einem Sohn.

## Auszeichnungen
Für seinen Militärdienst erhielt er mehrere Auszeichnungen, so das Purple Heart und den Bronze Star mit Eichenlaub. Die niederländische Königin Beatrix verlieh ihm den Orden von Oranien-Nassau und der französische Präsident machte ihn zum Mitglied der Ehrenlegion.